# Aborcja w Danii
Aborcja w Danii - do 1937 roku przerywanie ciąży było dopuszczalne jedynie z powodu ścisłych wskazań medycznych, wówczas to parlament przyjął ustawę zezwalającą na aborcję z przyczyn medycznych, embriopatologicznych (eugenicznych) i prawnych. W 1956 roku uchwalono nową ustawę niewiele różniącą się od tej z 1937 roku (jest ona w mocy po dziś dzień na terytorium Wysp Owczych). W 1970 roku prawo to zostało zliberalizowane dopuszczając usunięcie ciąży także wtedy, gdy kobieta ciężarna ma już czwórkę dzieci lub też więcej niż trzydzieści osiem lat. Do przeprowadzenia zabiegu potrzebna była zgoda komisji złożonej z trzech lekarzy. W 1973 roku przyjęto nową ustawę przewidującą aborcję na żądanie w trzech pierwszych miesiącach ciąży pod warunkiem poinformowania kobiety o naturze zabiegu, związanym z nim ryzyku oraz pomocy, do której jest uprawniona, gdy zdecyduje się urodzić dziecko. Po upływie trzech miesięcy aborcja może być przeprowadzona ze ścisłych powodów medycznych oraz - po uprzednim uzyskaniu zgody specjalnej komisji - z szeregu powodów medycznych, eugenicznych, społecznych i prawnych. Aborcji mogą dokonać też cudzoziemki po skończeniu 18 lat. 